# Лешки
Лешки (мкд. Лешки) су насеље у Северној Македонији, у источном делу државе. Лешки су у саставу општине Кочани.

## Географија
Лешки су смештени у источном делу Северне Македоније. Од најближег града, Кочана, насеље је удаљено 10 km северно.
Насеље Лешки се налази у историјској области Осогово. Насеље је положено јужним висовима Осоговске планина. Надморска висина насеља је приближно 890 метара. 
Месна клима је планинска због знатне надморске висине.

## Становништво
Лешки су према последњем попису из 2002. године имали 29 становника.
Претежно становништво у насељу су етнички Македонци (100%).
Већинска вероисповест месног становништва је православље.